# ダッチ・パートリッジ・ドッグ

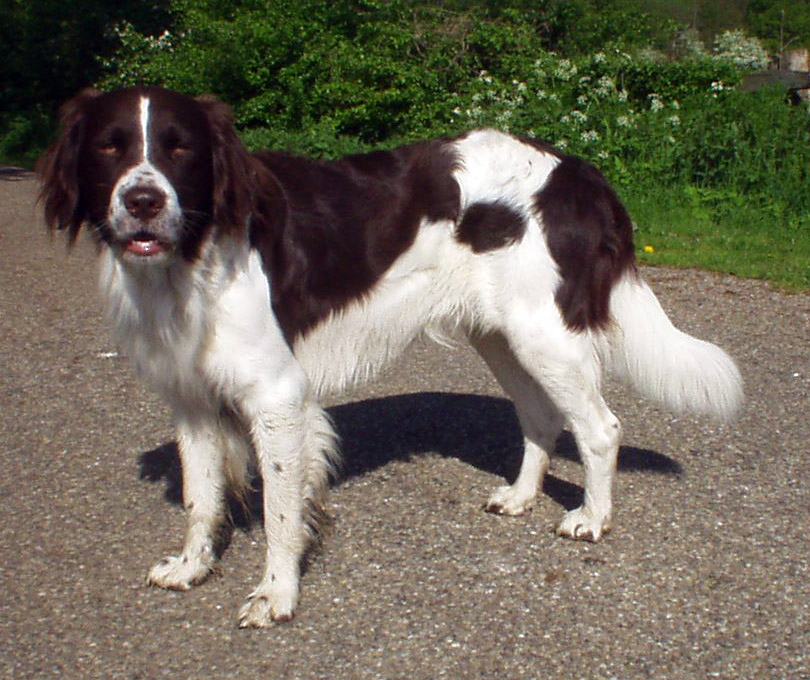

ダッチ・パートリッジ・ドッグ（英：Dutch Partridge Dog）は、オランダのドレンテ州原産の鳥猟犬種のひとつである。別名はドレンチェ・パトライスホンド（蘭：Drentse Patrijshond）。

## 歴史
16世紀に貴族から一般の人まで幅広く使用できる万能な鳥猟犬を目指して作出された。フレンチ・ポインターをベースとして、フランスやスペインから輸入された鳥猟犬種を掛け合わせて作出された。
主にキジや鶉、イワシャコ、ライチョウ、ノウサギを狩るために多目的に使われた。嗅覚で獲物を捜索し、発見すると主人に知らせるためにポインティングを行う。この際、必要に応じて主人の指示により獲物を茂みから飛び立たせるフラッシングを行うこともある。飛び出した獲物は主人が猟銃によって仕留め、それを回収して狩猟は完了する。この他にも、農場や家を見張る番犬や、家禽を泥棒などから見張る護禽犬（ごきんけん：護畜犬の禽バージョン）などとしても使われている。
現在でもオランダでは実用犬、ペット、ショードッグとして人気の高い犬種であるが、FCIに公認登録された今日でも、あまり原産地以外では飼育されていない珍しい犬種である。

## 特徴
スパニエル犬種とポインター/セッター犬種の折衷のような姿をしている。だが、サイズの大きさや性質などから、スパニエルではなくポインター/セッター系の鳥猟犬である。容姿は整っていて、頭部はやや小さめである。筋肉質で引き締まった体を持つ。胴は長めだが、背はほとんど平らで丈夫である。脚も長く、走るのが速い。マズルは短めで、目つきは性格通り優しい。耳は飾り毛のある垂れ耳、尾はふさふさした垂れ尾。コートはロングコートで、毛色はホワイト・アンド・ブラウンなど。体高55〜63cm、体重21〜23kgの大型犬で、性格は知的で忠実、従順で明朗、情が深く優しい。他の犬や子供に対してもやさしく接することが出来、しつけの飲み込みや状況判断力も優れている。愛好家は本種が聞き分けの良い利口な犬種であると推している。運動量は普通で、かかりやすい病気はごく稀に起こる皮膚病くらいであるといわれている。